# Larisszai Philón
Larisszai Philón (ógörögül: ÄΦίλων, i. e. 154/3 – 84/3) görög filozófus.
Thesszáliából származott, akadémikus bölcselő volt. Kleitomakhosz tanítványa és utóda, a mithridatészi háború idején i. e. 88-ban Rómába menekült, ahol nemes jelleme és kimagasló műveltsége révén hamar sok barátot szerzett, különösen Ciceróval került szoros kapcsolatba, aki egy előadását hallgatva figyelt fel rá. A filozófiai diszciplínák pontos meghatározása körül is komoly érdemeket szerzett, igyekezett kimutatni a régi és az új akadémia elveinek egyezését, a Harmadik (Új) Akadémia vezetője, Sextus Empiricus szerint az akadémia negyedik korszaka megalapítója. Klitomakhosz és Karneadész követőjeként szkeptikus volt, de a mérsékelt szkepszis híve. Legkiválóbb tanítványa Aszkalóni Antiókhosz volt, de Philón halála után az Akadémia széthullott különböző rivalizáló csoportokra és a neoplatonizmus megjelenéséig nem működött tovább.